# 熱シールド
熱シールド（ねつシールド、Heat shield）は、熱源からの熱を拡散、反射あるいは吸収することによって、内部の物体を高熱から守るためのものである。

## 作動原理
熱シールドは主に2つの仕組みで過剰な温度や熱勾配から対象を保護する。この仕組みは断熱と放射冷却であり、外部の高い表面温度から構造物を隔離しながら熱放射によって外部への熱の放出を行う。機能性を高めるためには、低い熱伝導率（高い熱抵抗）、高い放射率、熱安定性（耐火性を含む）の3つが求められる。放熱塗装(HEC)したセラミックはこの3つの特性を満たすためによく用いられる。

## 使用

### 自動車
エンジンから放出される多量の熱による周辺部品や車体へのダメージを減少させるために、熱シールドはほとんどの自動車のエンジンに使われている。自動車の熱シールドには、ステンレス鋼や鉄などの鋼板から作られたものや、フォーミュラ1カーにも用いられる薄いアルミニウム箔でできた曲がりやすいものなどがある。

### 航空機
コンコルドやSR-71ブラックバードのような高速な航空機では宇宙機で発生するものより低温ではあるものの、過熱を考慮した設計が必要となる。コンコルドの場合、アルミニウムでできた機首部分の最高運用温度は127℃（外気よりも180℃高い）にもなる。

### 宇宙機

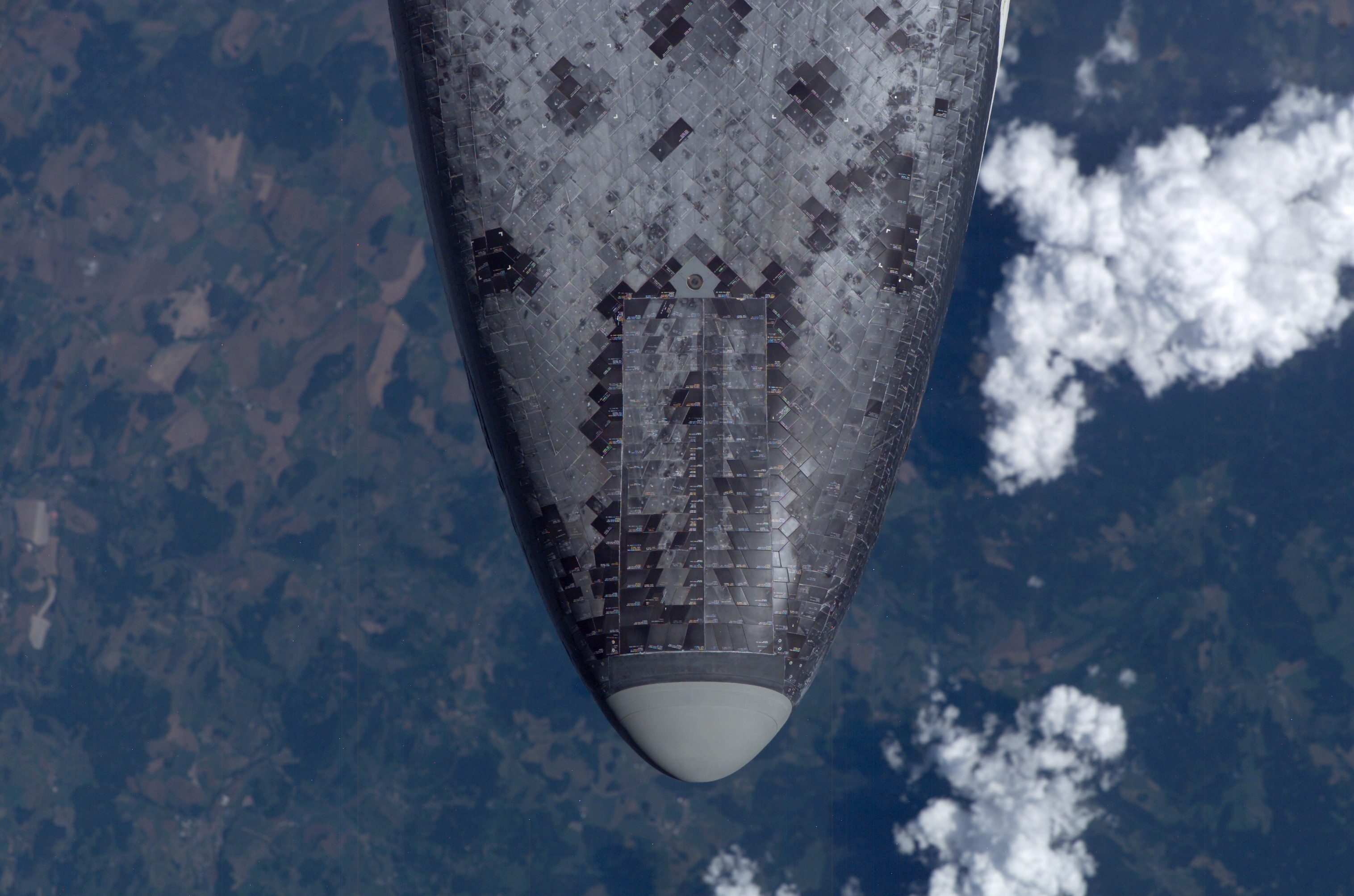
スペースシャトルに使われる熱吸収熱シールド

地球、火星、金星等の大気を持った天体に着陸する宇宙船は、高速で大気圏再突入し、大気の抵抗により速度を落とすことになる。この副作用として、断熱圧縮による加熱が発生する。宇宙船用の熱シールドは、熱を拡散する特殊な物質でできた保護層から構成されている。プラスチック樹脂からできた熱除去ヒートシールドと、スペースシャトル等に使われる炭素繊維強化炭素複合材料からできた熱吸収熱シールドの2つのタイプに大別される。
火星探査ローバーのパーサヴィアランスには、フェノール含浸カーボンアブレータ（Phenolic-impregnated carbon ablator）の熱シールドがあり、最大2400°F（1315.556°C）に耐えられるとしている。

### 工業
様々な工業過程で、熱に弱い部品を保護するためにしばしば熱シールドが用いられる。

### 火器
セミオートマチックやオートマチックのライフルやショットガンには、射撃時の熱から射撃手の手を保護するための熱シールドがある

連射により加熱しやすい機関銃、短機関銃においては、効率的に熱を発散するために形状を工夫されているものもある